# Csuklyásmajomfélék
A csuklyásmajomfélék (Cebidae) az emlősök (Mammalia) osztályába és  a főemlősök (Primates) rendjébe tartozó család.
A régebbi rendszerbesorolások az éjimajomféléket (Aotidae), pókmajomféléket (Atelidae) és a sátánmajomféléket (Pitheciidae) is ide sorolták alcsaládokként.
A csuklyásmajomfélék családja 60 fajt tartalmaz.

## Előfordulásuk
A csuklyásmajomfélék megtalálhatóak majdnem az egész Közép- és Dél-Amerika trópusi és szubtrópusi területein.

## Megjelenésük
E majomfajok rendszerint kistestüek, a legnagyobb fajok legfeljebb 33 - 56 centiméteresek és 3,9 kilogrammosak. Testalakuk és bundaszínük nagyon változó. Fő, közös jellemzőjük a széles, lapos orr, amely egyébként minden újvilági majomra jellemző.  A fogak számozása a következő:
{\displaystyle {\tfrac {2.1.3.2-3}{2.1.3.2-3}}}

## Életmódjuk
Főleg fákon élnek, a földre ritkán jönnek le. Csoportokban tartózkodnak és általában nappal tevékenyek. Az állatok mindenevők. Táplálékuk gyümölcs, mag, rügy és egyéb növényi rész, rovarok és egyéb gerinctelenek, de tojás, madárfiókák és kisemlősök is.

## Szaporodásuk
A nőstények, fajtól függően, 130 - 170 napos vemhesség után, 1 vagy 2 kölyöknek adnak életet.

## Rendszerezés
A családba az alábbi 3 alcsalád tartozik:
- karmosmajomformák (Callitrichinae) – 7 nem és 45 faj
- csuklyásmajomformák (Cebinae) – 2 nem és 10 faj
- mókusmajomformák (Saimirinae) – 1 nem és 5 faj

## Kihalt csuklyásmajomfélék
- Cebinae
  - Acrecebus
    - Acrecebus fraileyi

  - Chilecebus
    - Chilecebus carrascoensis

  - Dolichocebus
    - Dolichocebus gaimanensis

  - Laventiana
    - Laventiana annectens

  - Neosaimiri
    - Neosaimiri fieldsi

### Fordítás
- Ez a szócikk részben vagy egészben  a   Cebidae című angol Wikipédia-szócikk fordításán alapul.  Az eredeti cikk szerkesztőit annak laptörténete sorolja fel. Ez a jelzés csupán a megfogalmazás eredetét és a szerzői jogokat jelzi, nem szolgál a cikkben szereplő információk forrásmegjelöléseként.